# Anna Faris
Anna Kay Faris (sinh ngày 29 tháng 11 năm 1976) là một nữ diễn viên và ca sĩ nổi tiếng người Mỹ. Cô được xem là "Nữ hoàng phim hài lãng mạn Hollywood".
Faris đã tham gia diễn xuất và trở nên nổi tiếng trong loạt phim Scary Movie, The Hot Chick (2002), Lost in Translation (2003) và My Super Ex-Girlfriend (2006).
Trong năm 2008, cô đã có một vai diễn chính trong The House Bunny, nhờ vai diễn này mà cô nhận được 5 đề cử MTV Movie Awards và 2 đề cử Teen Choice Awards. Vai diễn Shelly trong phim được xem là một trong những vai diễn thành công nhất của Anna.
Cô cũng đóng vai chính trong phim What's your number? cùng nam diễn viên Chris Evans. Sau đó là hàng loạt phim như The Ditactor, I Give It A Year và bộ phim đình đám quy tụ dàn sao khủng Movie 43.
Cô cũng là một trong những diễn viên từng xuất hiện trên nhiều trang bìa tạp chí nhất Hollywood bao gồm Raygun, Playboy, Seft, Cosmopolitan... Cô từng được các phương tiện truyền thông bình chọn lọt Top những nữ diễn viên gợi cảm và xinh đẹp nhất thế giới các năm 2004, 2009, 2010, 2011 và 2012.

## Tiểu sử
Faris đã được sinh ra tại Baltimore, Maryland. Sau đó gia đình cô chuyển đến Edmonds, Washington khi cô được sáu tuổi. Cha của cô là ông Jack, là một nhà xã hội học làm việc tại Đại học Washington và mẹ cô, Karen, là một giáo viên tại Trường Tiểu học Seaview ở Edmonds. Faris có một người anh trai, Robert, người cũng là một nhà xã hội học và là giáo sư tại Đại học California.
Cha mẹ cô khuyến khích cô theo đuổi diễn xuất khi cô còn nhỏ, và vai diễn chuyên nghiệp đầu tiên của cô là vai Arthur Miller trong vở kich Danger: Memory! tại Nhà hát Kịch nói Seattle khi cô 9 tuổi. Cô tiếp tục tham gia một vài vở kịch khác như "To Kill a Mockingbird, "Our Town". Sau khi tốt nghiệp trung học vào năm 1994, Faris học tại Đại học Washington, tốt nghiệp ngành văn học Anh năm 1999.

## Sự nghiệp
Bộ phim đầu tiên của cô sau khi ra trường là phim Lovers Lane năm 1999, vai diễn đột phá trong sự nghiệp của cô là vai diễn Cindy Campbell trong loạt phim hài - kinh dị Scary Movie. Cô cũng xuất hiện trong series phim truyền hình "Friends" trong vai Erica.
Năm 2003, cô tham gia phim Lost in Translation, cô cũng xuất hiện trong phim Waiting và Just Friends bên cạnh nam diễn viên Ryan Reynolds. Năm 2006 cô tiếp tục tham gia 2 bộ phim Brokeback Mountain và My Super Ex-Girlfriend. Năm 2007 cô đóng vai chính trong phim Smiley Face, vai diễn giúp cô giành được giải thưởng "Stoner of the Year" của tạp chí High Times. Năm 2008 cô xuất hiện trong mùa bốn series phim Entourage của HBO, Faris là khách mời vai chính trong ba tập phim.
Năm 2009, cô tham gia lồng tiếng vai Sam Sparks, trong bộ phim hoạt hình Cơn mưa thịt viên, ngoài ra cô cũng tham gia lồng tiếng trong bộ phim hoạt hình Alvin and the Chipmunks: The Squeakquel và Alvin and the Chipmunks: Chipwrecked (2011). Năm 2011, cô đóng vai chính trong bộ phim hài tình cảm What's Your Number? cùng với nam diễn viên Chris Evans. Năm 2012 cô đóng vai chính cùng với nam diễn viên Sacha Baron Cohen trong phim The Dictator. Cô xuất hiện trong phim bộ phim hài Movie 43 trong phân khúc "The Proposition" cùng với chồng của cô là Chris Pratt. Năm 2013, cô xuất hiện trong phim Give It a Year và cô tiếp tục lồng tiếng vai Sam Sparks trong bộ phim hoạt hình Cơn mưa thịt viên 2.

## Cuộc sống riêng tư

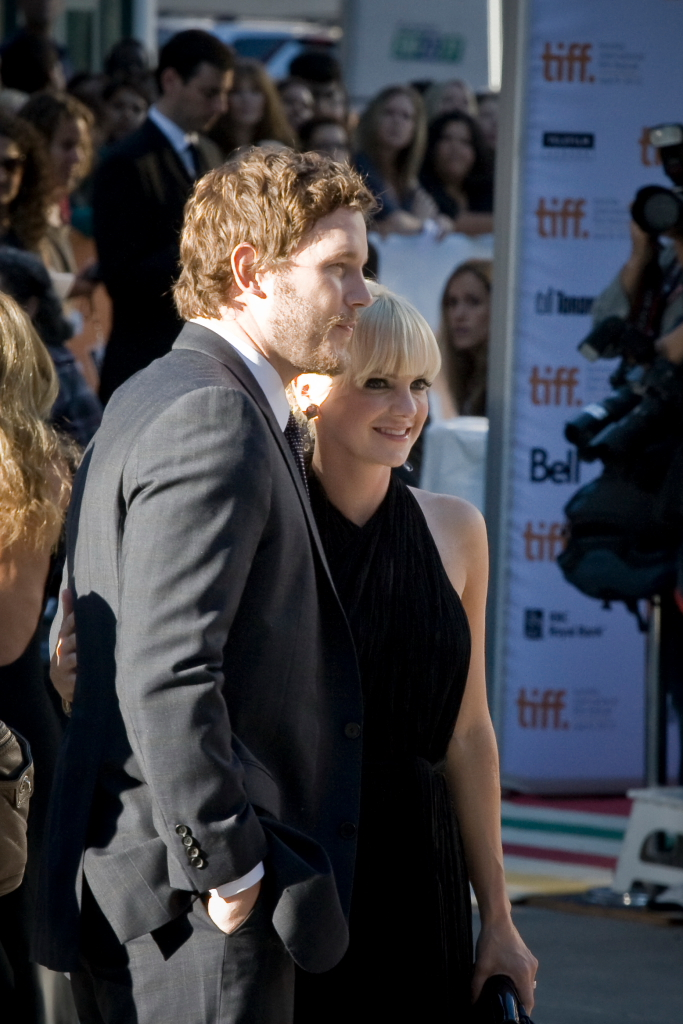
Faris với người chồng Chris Pratt tại Liên hoan phim quốc tế Toronto năm 2011.

Trong khi quay phim Lovers Lane tại Luân Đôn, Faris đã gặp Ben Indra. Họ bắt đầu hẹn hò và đã kết hôn vào tháng 6 năm 2004, nhưng sau đó họ ly dị vào tháng 4 năm 2007.
Faris gặp người chồng thứ hai của cô, nam diễn viên Chris Pratt, khi cô tham gia bộ phim Take Me Home Tonight. Họ đã bắt đầu hẹn hò sau thời gian ngắn, sau đó đính hôn vào cuối năm 2008, và kết hôn vào ngày 9 tháng 7 năm 2009, trong một buổi lễ nhỏ tại Bali, Indonesia. Họ có với nhau một con trai, tên là Jack (sinh ngày 25 tháng 8 năm 2012). Vào ngày 6 tháng 8 năm 2017, cặp đôi thông báo rằng họ ly dị, và họ chấm dứt vào 1 tháng 12, 2017. Vào ngày 16 tháng 10 năm 2018, nó đã thông báo rằng đã chính thức chấm dứt lần cuối cùng.
Vào tháng 9 năm 2017 Faris báo cáo rằng bắt đầu hẹn hò với Michael Barrett, trong khi làm việc với bộ phim  Tai nạn bất ngờ. Vào tháng 2 năm 2020, cô đã xác nhận rằng họ đã đính hôn. Vào năm 2021, cô đã xác nhận rằng kết hôn trong buổi lễ tại Washington State.

## Các phim tham gia

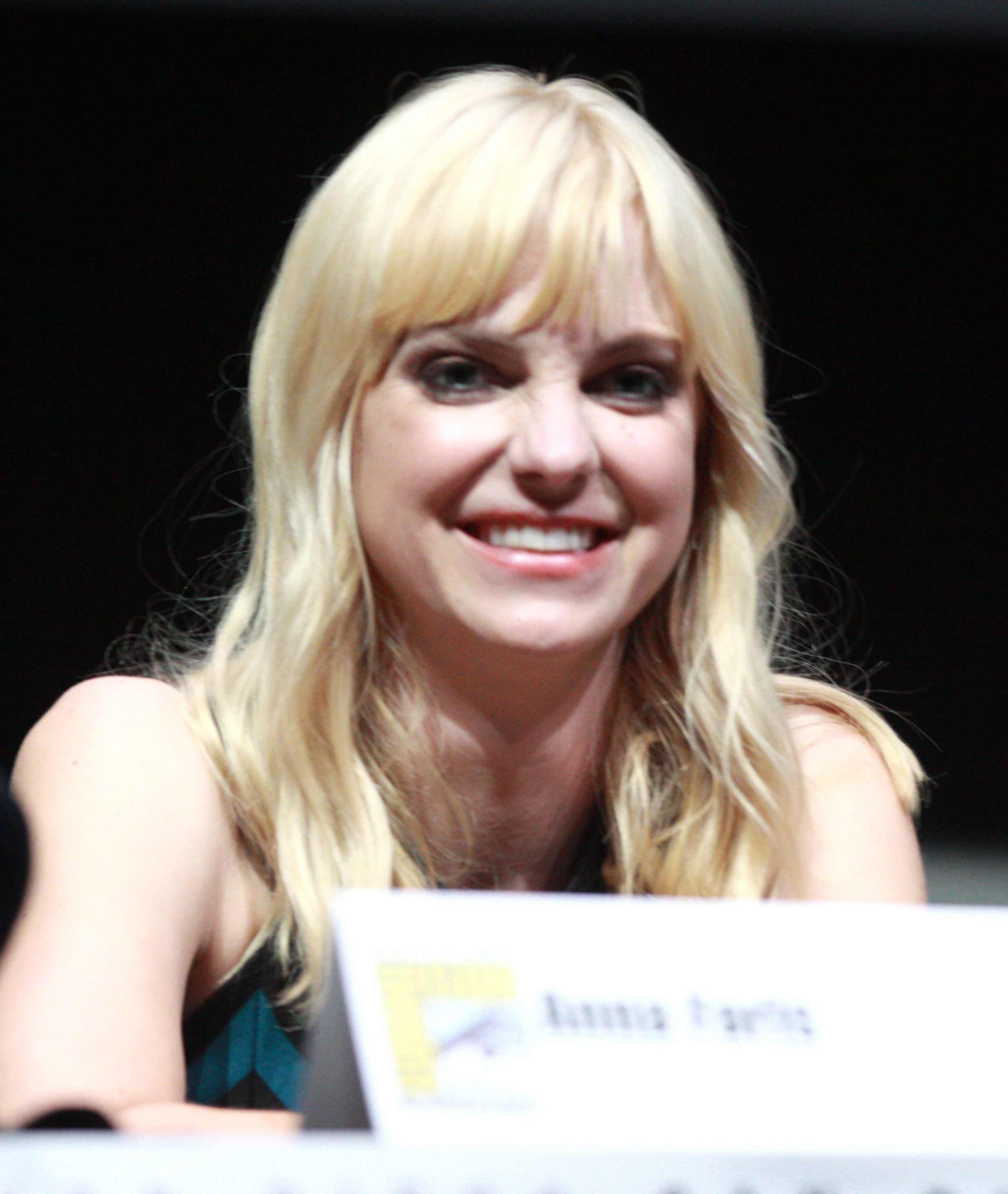
Faris tại San Diego Comic-Con International vào năm 2013

| Năm  | Tiêu đề                                      | Vai                        | Ghi chú                   |
| ---- | -------------------------------------------- | -------------------------- | ------------------------- |
| 1996 | Eden                                         | Dithy                      |                           |
| 1999 | Lovers Lane                                  | Jannelle Bay               |                           |
| 2000 | Scary Movie                                  | Cindy Campbell             |                           |
| 2001 | Scary Movie 2                                | Cindy Campbell             |                           |
| 2002 | May                                          | Polly                      |                           |
| 2002 | The Hot Chick                                | April                      |                           |
| 2003 | Winter Break                                 | Justine                    |                           |
| 2003 | Lost in Translation                          | Kelly                      |                           |
| 2003 | Scary Movie 3                                | Cindy Campbell             |                           |
| 2005 | Southern Belles                              | Belle Scott                |                           |
| 2005 | Waiting...                                   | Serena                     |                           |
| 2005 | Brokeback Mountain                           | Lashawn Malone             |                           |
| 2005 | Just Friends                                 | Samantha James             |                           |
| 2006 | Scary Movie 4                                | Cindy Campbell             |                           |
| 2006 | My Super Ex-Girlfriend                       | Hannah Lewis               |                           |
| 2006 | Guilty Hearts                                | Jane Conelly               |                           |
| 2007 | Smiley Face                                  | Jane F.                    |                           |
| 2007 | Mama's Boy                                   | Nora Flanagan              |                           |
| 2008 | The House Bunny                              | Shelley Darlington         | Đồng thời là nhà sản xuất |
| 2008 | The Spleenectomy                             | Danielle / Dr. Fields      | Phim ngắn                 |
| 2009 | Frequently Asked Questions About Time Travel | Cassie                     |                           |
| 2009 | Observe and Report                           | Brandi                     |                           |
| 2009 | Cơn mưa thịt viên                            | Sam Sparks                 | Lồng tiếng                |
| 2009 | Alvin and the Chipmunks: The Squeakquel      | Jeanette Miller            | Lồng tiếng                |
| 2010 | Yogi Bear                                    | Rachel Johnson             |                           |
| 2011 | Take Me Home Tonight                         | Wendy Franklin             |                           |
| 2011 | What's Your Number?                          | Ally Darling               | Đồng giám đốc sản xuất    |
| 2011 | Alvin and the Chipmunks: Chipwrecked         | Jeanette Miller            | Lồng tiếng                |
| 2012 | The Dictator                                 | Zoey                       |                           |
| 2013 | Movie 43                                     | Julie                      |                           |
| 2013 | I Give It a Year                             | Chloe                      |                           |
| 2013 | Cơn mưa thịt viên 2                          | Sam Sparks                 | Lồng tiếng                |
| 2014 | 22 Jump Street                               | Anna                       | Cameo                     |
| 2015 | Alvin and the Chipmunks: The Road Chip       | Jeanette Miller            | Lồng tiếng                |
| 2016 | Keanu                                        | Chính cô                   | Cameo                     |
| 2017 | The Emoji Movie                              | Jailbreak / Princess Linda | Lồng tiếng                |
| 2018 | Tai nạn bất ngờ                              | Kate Sullivan              |                           |
| 2022 | The Estate                                   | Savanna                    |                           |